# Néa Mádytos
Néa Mádytos, en grec moderne : Νέα Μάδυτος, est un village du dème de Vólvi, district régional de Thessalonique, en Macédoine-Centrale, Grèce.
Le village est fondé par les habitants grecs de Mádytos (el) en Thrace Orientale (actuellement Eceabat en Turquie), expulsés durant les  années 1920. Selon le recensement de 2011, la population du village s'élève à 1 621 habitants.